# Супова акула японська
Супова акула японська (Hemitriakis japanica) — акула з роду Hemitriakis родини Куницеві акули.

## Опис
Загальна довжина досягає 1,2 м. Голова велика. Морда помірно довга. Очі великі, овальні, з мигальною перетинкою. За ними розташовані невеличкі бризкальця. Під очима є щічні горбики. Носові клапани відносно короткі.. Рот невеликий, сильно зігнутий. Зуби дрібні, з притупленими верхівками, розташовані щільними рядками. У них 5 пар зябрових щілин. Тулуб стрункий. Осьовий скелет складається з 154–165 хребців. Усі плавці помірно серпоподібні та широкі. Грудні плавці розвинені. Має 2 спинних плавця, з яких передній лише трохи більше за задній. Передній спинний плавець розташовано за грудними плавцями, задній — навпроти анального плавця. Черевні плавці маленькі. Анальний плавець поступається розміром задньому спинному плавцю. Хвостовий плавець гетероцеркальний, з витягнутою верхньою лопаттю.
Забарвлення сіре, іноді сіро-коричневе. Черево має світліший колір за спину та боки. Кінчики плавці світлі, іноді білі.

## Спосіб життя
Тримається на глибині 100 м, на континентальному шельфі та острівних схилах. На відміну від інших представників свого роду зустрічається на поверхні та мілині. Полює біля дна, є бентофагом. Живиться креветками, крабами, лангустами, омарами, молюсками, переважно головоногими, дрібною костистою рибою.
Статева зрілість настає при розмірах 82-85 см. Це яйцеживородна акула. Самиця народжує до 22 акуленят (зазвичай 10) завдовжки 20 см. Кількість народжених залежить від віку самиці.
Є об'єктом місцевого рибальства. Цінується за смачне м'ясо. також використовуються плавці для супу.
Загрози для людини не становить.

## Розповсюдження
Мешкає біля узбережжя Китаю, Тайваню, півдня Корейського півострова, південного узбережжя Японії, архіпелагу Рюкю.